# 3348 Покришкін
3348 Покришкін (3348 Pokryshkin) — астероїд головного поясу, відкритий 6 березня 1978 року.
Тіссеранів параметр щодо Юпітера — 3,155.